# Peter Grimes (opera)
Benjamin Britten: Peter Grimes, opera.
Njegova prva velika opera, »Peter Grimes«, je nastala v zadnjih letih 2. svetovne vojne, prvič pa so jo izvedli 7. junija 1945 v glasbenem gledališču Sadler Wells v Londonu. Britten in njegov libretist Montagu Slater sta za podlago operi izbrala pesem Georgea Crabbeja iz leta 1780 The Borrough (Revir). Mračna zgodba o nasilnem ribiču Petru Grimesu, ki ga zaradi nepojasnjene smrti njegovega vajenca skupnost ribiškega mesteca na vzhodni angleški obali izobči, je hkrati tudi glasbena pripoved o morju. Odrsko dogajanje v operi prekinja šest simfoničnih interludijev, ki slikajo to neukročeno naravno silo v različnih stanjih: v nedeljskem jutru, viharju, mesečini. Četrti interludij, Passacaglia, pa je postavljen prav pred tragični klimaks dramske zgodbe, ko nasilni glavni junak požene v smrt še svojega drugega pomočnika, saj ne more prenesti dečkovega pogleda, ker v njem vidi očitajoči pogled svojega mrtvega prvega vajenca. Passacaglia je baročna glasbena oblika, v kateri je podlaga polifoničnih variacij ponavljajoča se tema v basovskem glasu. Britten je bil prvi zares uspešen angleški operni skladatelj po baročnih mojstrih Henryju Purcellu in Friedrichu Händlu in je v svojo sicer modernistično in z vplivi Arnolda Schoenberga in Albana Berga zaznamovano glasbeno govorico rad vnašal klasicistične in baročne kompozicijske prijeme. Ritmizirane basovske figure v Passacaglii dajejo njeni trpki in napeti glasbi prizvok usodnosti. V skladbi se izmenjujejo lirični deli, zasenčeni s posebno otožnostjo, in dramatične disonantne variacije z veliko ritmično energijo. Pripravi nas na soočenje z grozo nesrečnega otroka in z razrvano duševnostjo neusmiljenega ribiča, ki ga premetavajo nasprotujoča si čustva krivde, želje po ljubezni in svetlejšem življenju ter mračnega obupa pred ozadjem razburkane morske pokrajine.